# 張建紅
張 建紅（ちょう けんこう、1958年3月6日 - 2010年12月31日）は中華人民共和国浙江省ギン県生まれの詩人、作家である。愛称は力虹。『密密的小樹林』（1982年）、『城之夢』（1986年）、『想象中的地鉄』（1987年）、『城市四重奏』（1988年）の原作などが代表。2010年12月31日、呼吸困難のため寧波市内の病院で死去。52歳没。